# ناخنک غلات
ناخُنَک غلات (سگاله، بیماری چاودار،ارگوت) (نام علمی: Claviceps) نام یک سَرده‌ای از قارچ‌ها از زیردستهٔ قارچ‌های فنجانی است.
قارچ ناخنک به دانه‌های غلاتی مانند گندم و چاودار آسیب می‌رساند و برای سلامت انسان و حیوانات زیان‌آور است. بیماری ناخُنک در غلات سمی به نام ارگوتین تولید می‌کند که علاوه بر انسان به حیوانات نیز آسیب می‌رساند. بیماری پدیدآمده از این قارچ به دلیل نشانه‌هایی که در روی غلات به‌جا می‌گذارد، ناخنک یا سیخک می‌گویند.
قارچ عامل بیماری ناخنک غلات ناخنک چاودار (Claviceps purpurea) است و در سراسر جهان بر روی گندم، جو، چاودار، یولاف، ارزن و بسیاری از گندمیان زراعی و وحشی این بیماری را ایجاد می‌کند. درصد ابتلا به این بیماری در گیاهانی که در زمان گل‌دهی، گل برای مدت طولانی تری بازمی‌ماند، بیشتر است و گاهی خساراتی تا حدود ۱۰ درصد در گندم و ۵ درصد در چاودار ایجاد می‌کند و شدت بیماری بر محصول جو کمتر است.
قارچ عامل این بیماری در مرحلهٔ گلدهی و تولید خوشه وارد اندام‌های زایشی و دانه می‌شود و داخل دانه‌ها مستقر می‌شود، در ابتدا قطرات زرد چسبنده‌ای روی گلها دیده می‌شود ولی پس از رسیدن محصول تولید اندام‌های تیره رنگی می‌کند که سفت و سخت است و از درون دانه بیرون می‌زند که همان اسکلروت قارچ است که به آن ناخنک می‌گویند. درون اسکلروت قارچ پریتسیوم قارچ وجود دارد که به این ترتیب هاگ‌های جنسی تولید و ماندگاری قارچ را تضمین می‌کنند.
زمستان‌گذرانی عامل بیماری توسط اسکلروت می‌باشد.
در داخل این اسکلروت مادهٔ آلکالوئیدی است که این ترکیبات به اسامی مختلف معرفی شده‌اند و دارای چند نوع ماده است از جمله ارگوتامین و ارگومترین (Ergotamin & Ergometrin) که این ترکیبات می‌توانند برای مصرف‌کننده چه انسان و چه دام خطرناک باشند. می‌توانند در دزهای بالا ایجاد تشنج‌های عصبی، تخریب بافت و در مواردی ایجاد سقط جنین بکنند.
اجزاء مختلف ترکیباتی که در اسکلروت وجود دارد را جدا کرده‌اند و از بعضی اجزاء آن در صنعت داروسازی می‌تواند مورد استفاده قرار بگیرد، به این صورت که ابتدا غلات (گندم، جو، چاودار) را به صورت مصنوعی با این قارچ آلوده می‌کنند سپس آن را برداشت می‌کنند اسکلروت‌ها را جدا می‌کنند و در آزمایشگاه ترکیبات مورد نظر را جدا می‌کنند.
کنترل بیماری با رعایت تناوب زراعی و بوجاری بذر انجام می‌گیرد.

## انتقال
علائم اولیه بیماری در مراحل گلدهی گیاه به صورت قطرات مترشحه زردرنگ چسبناک روی گلهای آلوده دیده می‌شود. این مرحله از بیماری به شبنم عسلی معروف است، این مایع حاوی قند بوده و جلب‌کننده حشرات می‌باشد و با چسبیدن بدن حشرات با قارچ‌های موجود در عسلک، این بیماری به گیاهان سالم منتقل می‌شود. باران نیز در انتقال عامل بیماری بسیار مؤثر شناخته شده‌است. در مراحل بعدی بیماری، مایع چسبناک و زردرنگ به توده قارچی سخت و شاخی به رنگ بنفش تیره تبدیل می‌شود که این توده حاوی ماده‌ای سمی بنام ارگوتین است که در انسان و حیوان باعث ارگوتیسم می‌شود و تغذیه از آن برای انسان و دام خطرناک بوده و عوارض عصبی، فساد بافت‌ها و سقط جنین در دامهایی که از غلات آلوده تغذیه می‌کنند را به همراه دارد.